# Валье-дель-Энканто

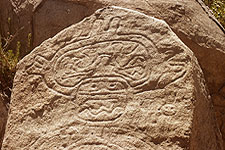
Петроглифы

Валье-дель-Энканто (исп. Valle del Encanto) — археологический объект, находящийся в Чили в области Кокимбо в 19 км от города Овалье.
Представляет собой каменный овраг, внутри которого находятся петроглифы, пиктографии и выдолбленные камни, принадлежащие различным доиспанским культурам, в том числе культуре Молле (2000 г. до н.э.).
Национальный памятник с 1973 года.